# Ectenessinos
Ectenessinos (Ectenessini) é uma tribo de coleópteros da subfamília Cerambycinae.

## Sistemática
- Ordem Coleoptera
  - Subordem Polyphaga
    - Infraordem Cucujiformia
      - Superfamília Chrysomeloidea
        - Família Cerambycidae
          - Subfamília Cerambycinae
            - Tribo Ectenessini Martins, 1998
              - Gênero Acanthonessa Napp & Martins, 1982
              - Gênero Bomarion Gounelle, 1909
              - Gênero Cotynessa Martins & Galileo, 2006
              - Gênero Ectenessa Bates, 1885
              - Gênero Ectenesseca Martins & Galileo, 2005
              - Gênero Ectenessidia Gounelle, 1909
              - Gênero Eurymerus Audinet-Serville, 1833
              - Gênero Lissoeme Martins, Chemsak & Linsley, 1966
              - Gênero Meryeurus Martins, 1998
              - Gênero Niophis Bates, 1867
              - Gênero Paralissoeme Dalens & Touroult, 2011
              - Gênero Paraniophis Dalens & Touroult, 2014
              - Gênero Tricheurymerus Zajciw, 1961